# 王宗徐
王宗徐（生卒年不详），字子敏，江西泰和縣人。明朝政治人物。

## 生平
嘉靖二十二年（1543年）癸卯科江西鄉試舉人，二十九年（1550年）任归善县教谕，从学者甚多，有叶萼、梁广誉、刘光奕、叶梦熊等。擢国子监学正，三十八年九月升南京貴州道御史。外官开封府知府、安庆府知府。